# 홋카이도도 제769호선

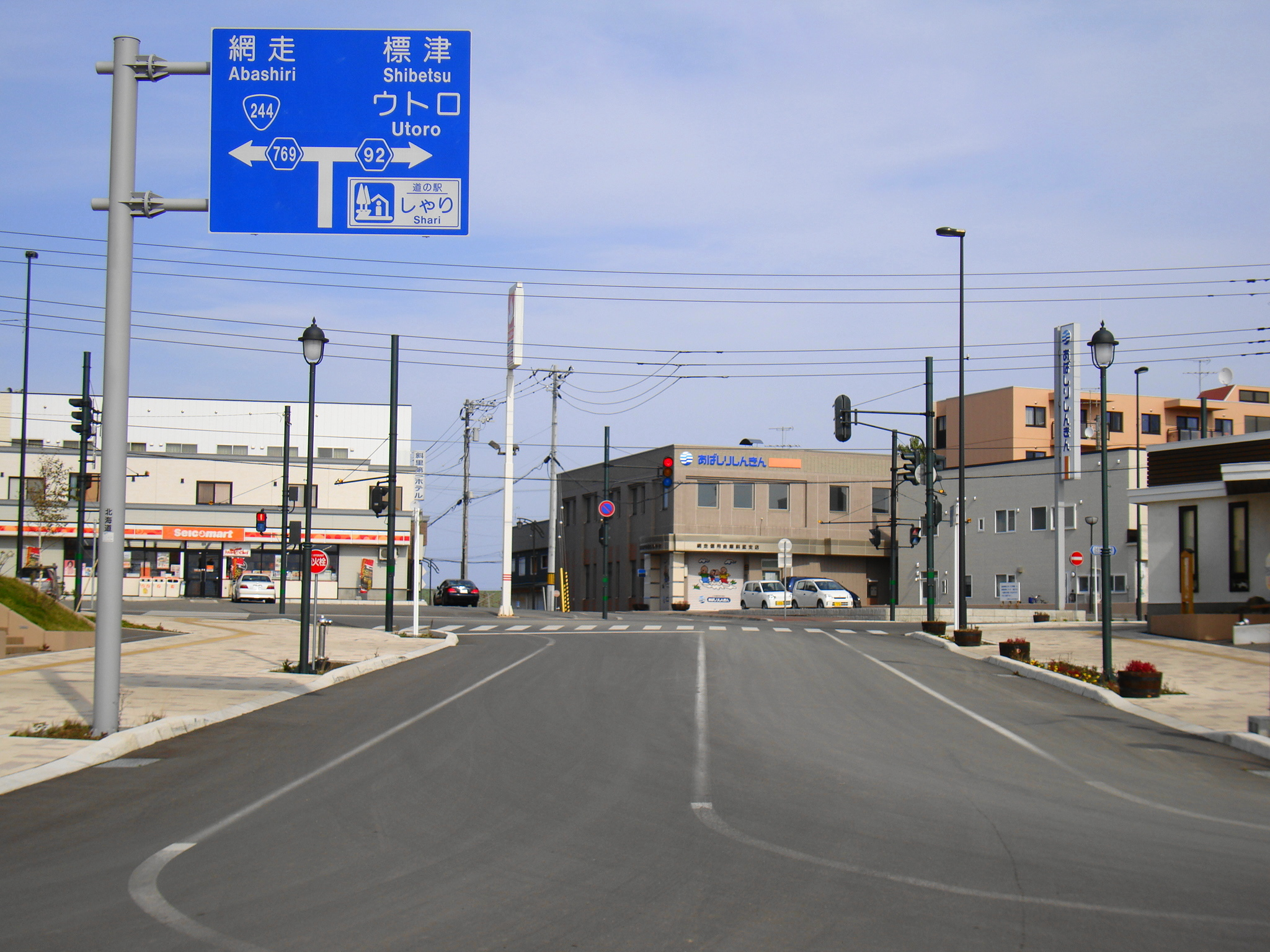

769번 홋카이도도(일본어: 北海道道769号斜里停車場美咲線→홋카이도도 769호 샤리 정차장-미사키선)는 홋카이도 샤리군 샤리정 내부를 관통하는 일본의 도도(都道) 노선이다.